# 엘 꼰도르 빠사
"엘 꼰도르 빠사"는 2016년에 개봉한 대한민국의 영화이다.

## 캐스팅
- 강예원 : 수하 역
- 가우사이 밴드
- 유단비 : 소정 역
- 최현숙 : 박씨 역
- 안재욱 : 상근 역
- 이민섭 : 호성 역
- 김형일 : 트럭 남 역
- 김수현 : 트럭 녀 역
- 염상태 : 의사 역
- 권혁 : 은행팀장 역
- 이호걸 : 경찰 역